# サンデー19Show
『サンデー19Show』（サンデー トークショー）は、NTTと『週刊少年サンデー』（小学館）で企画されたシリーズ。

## 概要
『週刊少年サンデー』の作家など16名（+原作1名）が、それぞれ電話をテーマにした作品を描く競作シリーズ。
作品は全て読み切り作品だが、『チケットラジカル予約術』は連載されていた『ラジカル庭球団』の番外編、『まことちゃん』は連載を終了していた『まことちゃん』の続編となっている。
それぞれ6ページの漫画作品だが、実験的な作品も多く、『愛、満ちる』は話の続きを電話で聞くという手法がとられ、『電話の効果的利用法六態』では1ページ漫画を6作載せた形になっている。

## 作品一覧
| タイトル                 | 作者                      | 掲載誌                           | 収録書籍                          |
| ------------------------ | ------------------------- | -------------------------------- | --------------------------------- |
| 言い訳コールは悪びれず…  | みず谷なおき              | 週刊少年サンデー1988年1号        | みず谷なおき傑作集 ぱわふる宅配便 |
| 奥崎健三、貧者の一報     | 安永航一郎                | 週刊少年サンデー1988年2・3合併号 |                                   |
| 純情少年山田甲八の場合   | 鈴宮和由                  | 週刊少年サンデー1988年4・5合併号 | 和由プレイバック                  |
| さまよえる赤い蝶         | 青山剛昌                  | 週刊少年サンデー1988年6号        | 青山剛昌短編集                    |
| バトル・オブ・ラブコール | 尾瀬あきら                | 週刊少年サンデー1988年7号        |                                   |
| チケットラジカル予約術   | 森真理                    | 週刊少年サンデー1988年8号        |                                   |
| マドンナを探せ           | 長谷川法世                | 週刊少年サンデー1988年9号        |                                   |
| 無人島に流れついて…      | 細野不二彦                | 週刊少年サンデー1988年10号       | 細野不二彦初期短編集 B面          |
| まことちゃん             | 楳図かずお                | 週刊少年サンデー1988年11号       |                                   |
| 電話の効果的利用法六態   | 寺島英樹                  | 週刊少年サンデー1988年12号       |                                   |
| テレカが友を呼ぶ         | 島本和彦                  | 週刊少年サンデー1988年13号       |                                   |
| 電話がくれた愛           | 喜国雅彦                  | 週刊少年サンデー1988年14号       |                                   |
| TV電話も使いよう…!!      | 楠桂                      | 週刊少年サンデー1988年15号       |                                   |
| 時のみた夢…              | 伊藤伸平                  | 週刊少年サンデー1988年16号       |                                   |
| 愛、満ちる               | 原作：佐々木守 画：北崎拓 | 週刊少年サンデー1988年17号       |                                   |
| OSHABERI電話             | 克・亜樹                  | 週刊少年サンデー1988年18号       | 克・亜樹傑作集 ドラマチックベル   |